# Marthe Morisset Blackburn
Pour les articles homonymes, voir Morisset et Blackburn (homonymie).
 (octobre 2008).
Si vous disposez d'ouvrages ou d'articles de référence ou si vous connaissez des sites web de qualité traitant du thème abordé ici, merci de compléter l'article en donnant les références utiles à sa vérifiabilité et en les liant à la section « Notes et références ».
Marthe Morisset Blackburn (née en 1916 à Québec, morte en 1991) est une scénariste québécoise.

## Carrière
Parmi ses ouvrages, elle a écrit des scénarios pour « Bobino et Bobinette » une série d'émissions de télévision pour enfants des années 1950 à la Radio-Canada. Avec Anne Claire Poirier, elle a fait une série de films sur la femme et l'enfant pour l'Office national du film du Canada, dont :
- À qui appartient ce gage (productrice) (1973),
- Before the time comes (script) (1975),
- Shakti- She is vital energy (script) (1976).

En 1986, elle a travaillé avec Francine Desbiens sur un autre film de l'ONF sur des femmes et des mères, le court métrage d’animation Ah! Vous dirai-je, maman.

## Famille
Elle est l'épouse de Maurice Blackburn, compositeur de musique, et la mère d'Esther Rochon, autrice de science-fiction.
Le fonds d’archives de Marthe Morisset Blackburn (P957) est conservé au centre BAnQ Vieux-Montréal de Bibliothèque et Archives nationales du Québec.

## Hommages
- Une plaque "Ici vécut" de la ville de Québec est présente au 964 avenue des Érables, en son honneur, pour indiquer son ancien lieu de résidence.